# Buda (Bakov nad Jizerou)
Buda je vesnice, část města Bakov nad Jizerou v okrese Mladá Boleslav. Nachází se 3,2 kilometru východně od Bakova nad Jizerou. Vesnicí protéká Býčinský potok. Prochází tudy Železniční trať Bakov nad Jizerou – Kopidlno a silnice II/276.

## Historie
První písemná zmínka o vesnici pochází z roku 1617.
V letech 1869–1950 byla samostatnou obcí, v letech 1961–1976 byla vesnice součástí obce Veselá a od 1. dubna 1976 se stala součástí města Bakov nad Jizerou.

## Obyvatelstvo
| Rok            | 1869 | 1880 | 1890 | 1900 | 1910 | 1921 | 1930 | 1950 | 1961 | 1970 | 1980 | 1991 | 2001 | 2011 | 2021 |
| -------------- | ---- | ---- | ---- | ---- | ---- | ---- | ---- | ---- | ---- | ---- | ---- | ---- | ---- | ---- | ---- |
| Počet obyvatel | 195  | 177  | 168  | 174  | 161  | 171  | 161  | 141  | 136  | 127  | 133  | 113  | 117  | 136  | 162  |
| Počet domů     | 26   | 26   | 28   | 33   | 34   | 36   | 38   | 40   | 40   | 31   | 32   | 39   | 40   | 47   | 52   |

## Další fotografie

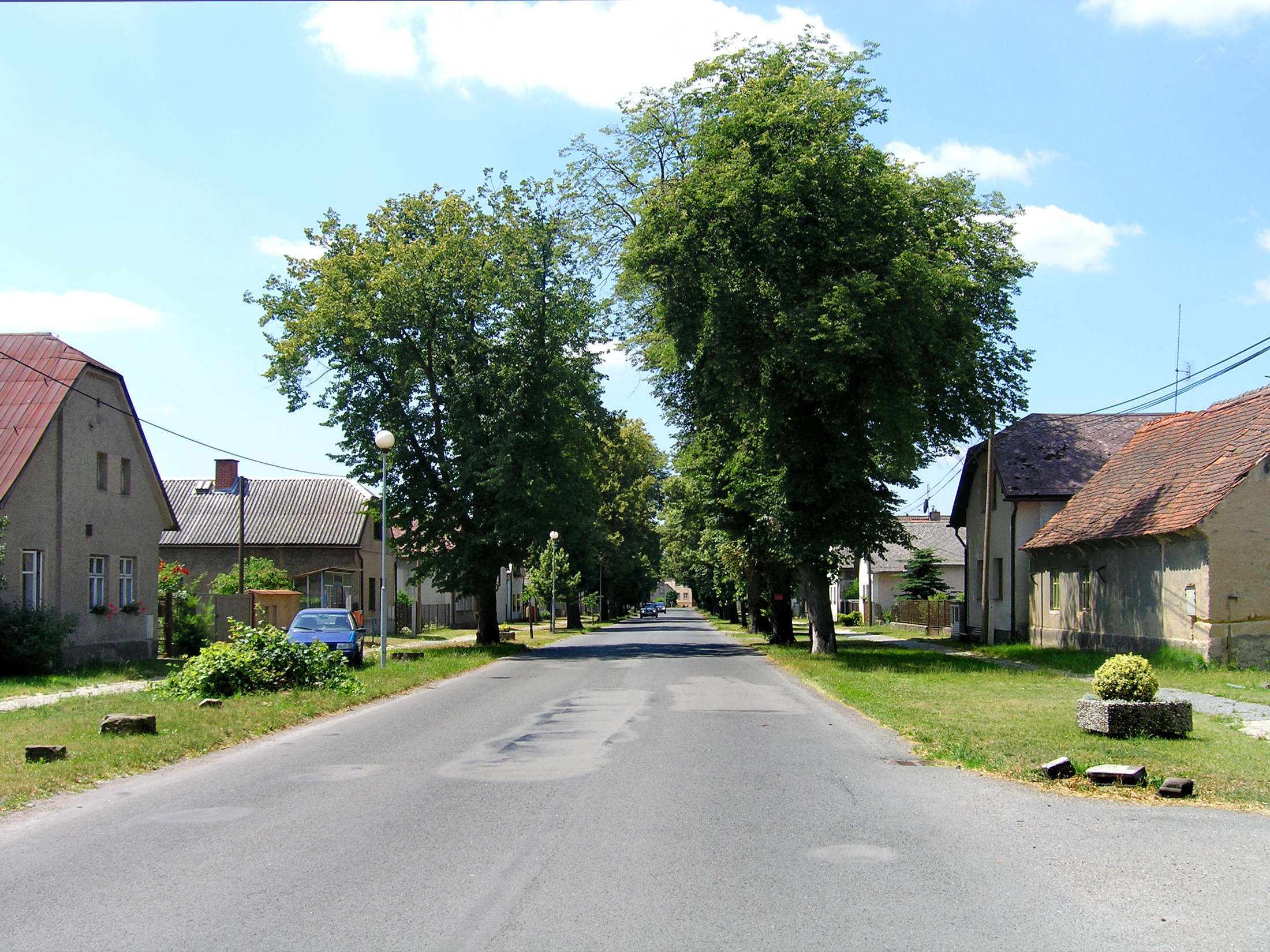
Chráněná lipová alej
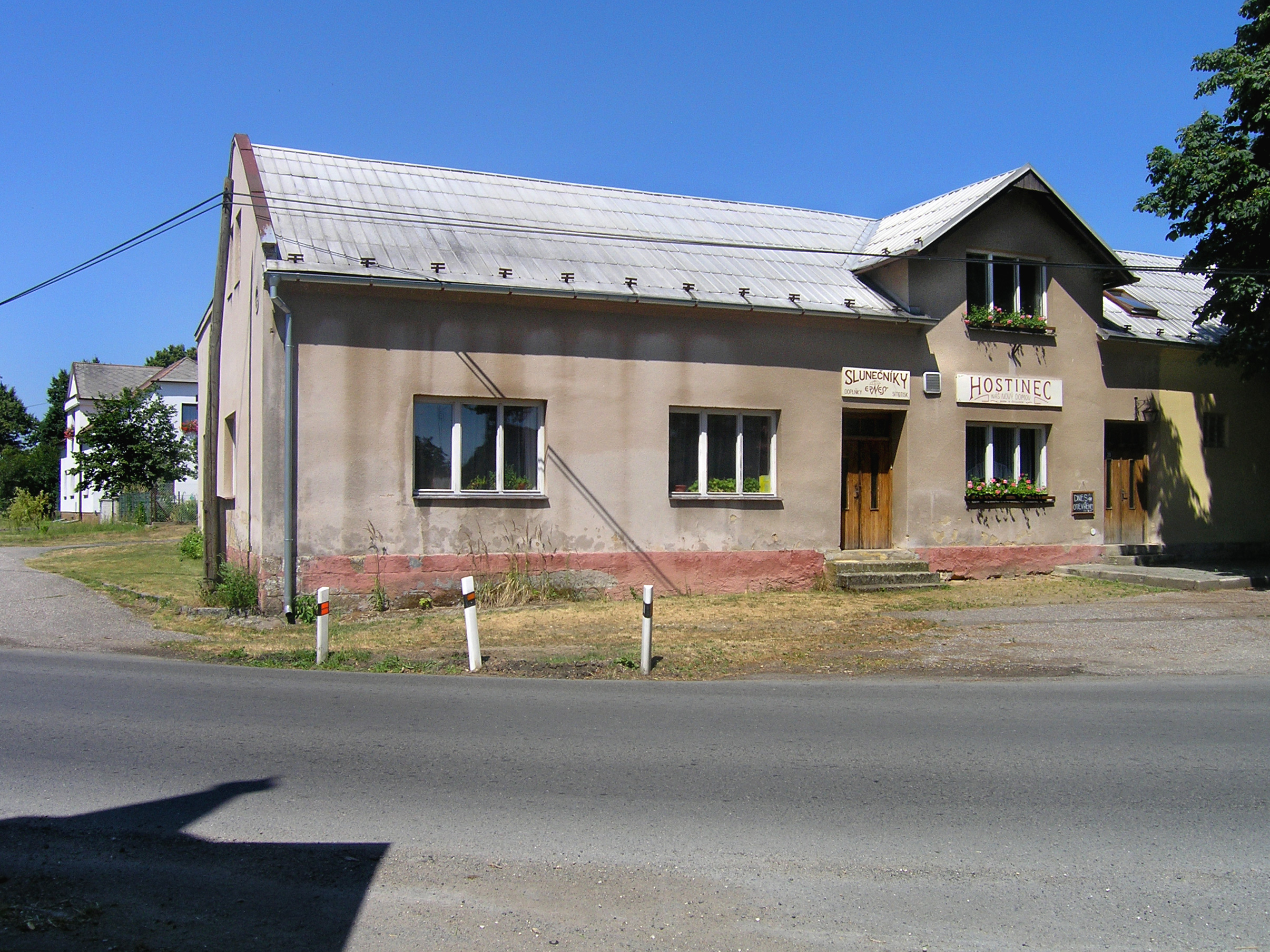
Restaurace a obchod
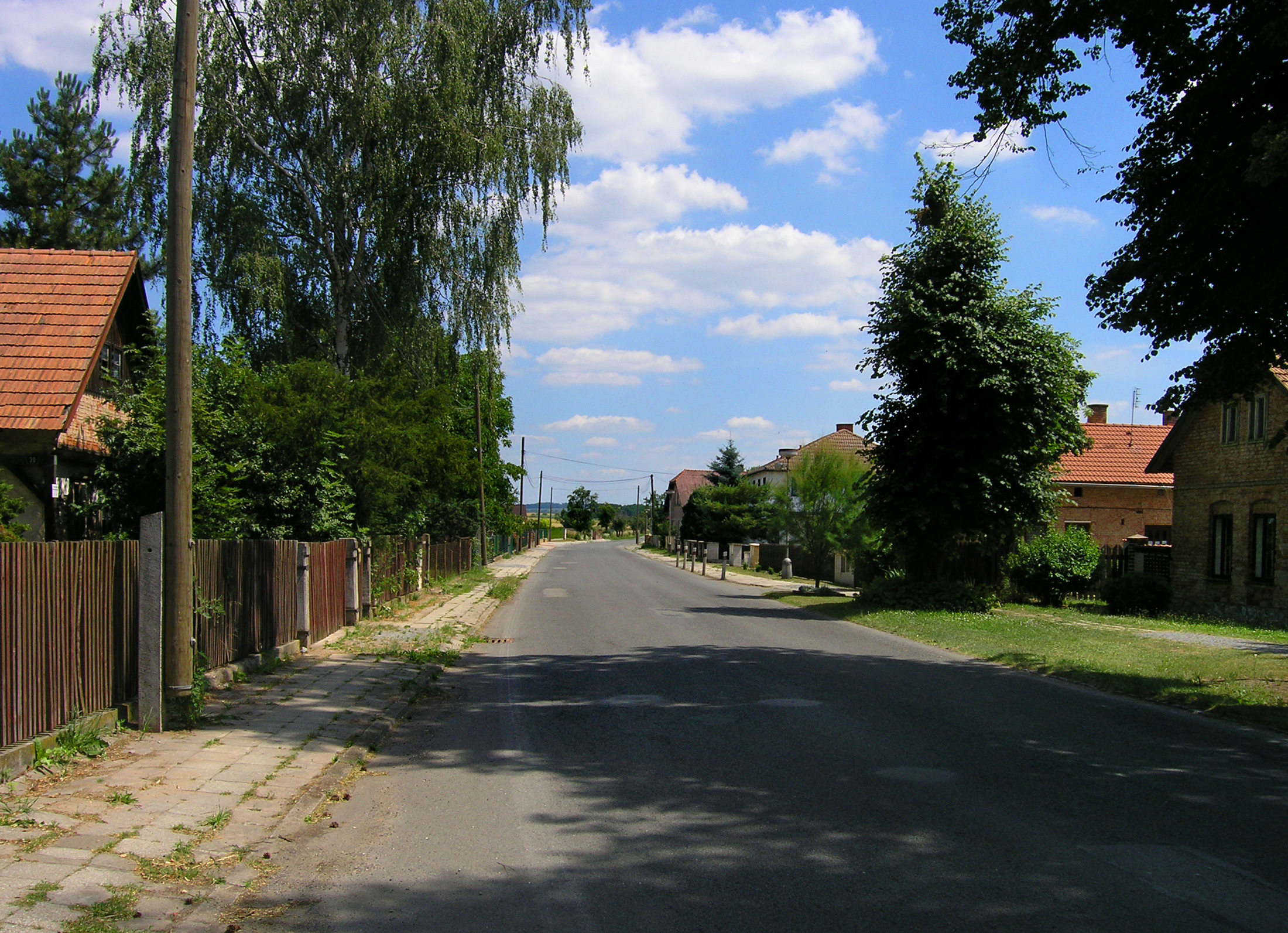
Východní část vesnice